# Koncert za violinu i orkestar br. 1 u D-duru (Prokofjev)
Koncert za violinu i orkestar br. 1 u D-duru op. 19 je skladba Sergeja Prokofjeva iz 1917. godine. Zbog Oktobarske revolucije premijera je odložena i djelo je prvi put izvedeno tek 1923. godine u Parizu. Koncert se nalazi na trajnim zapisima mnogih violinista.

## Nastanak
Sergej Sergejevič Prokofjev, ruski pijanist, dirigent i skladatelj, pionir je neoklasicizma i jedan od značajnijih skladatelja 20. stoljeća. Na Konzervatoriju u Sankt Peterburgu, gdje je s 13 godina primljen kao najmlađi student do tada, diplomirao je kompoziciju 1909. te naknadno do 1914. godine klavir i dirigiranje. Nakon izbijanja Oktobarske revolucije emigrira u SAD, a 1922. seli u Pariz gdje je ostao do 1936. godine, odakle prelazi u Moskvu. Koncertirao je po SAD-u i Evropi, a boravak u Parizu je njegovo najplodnije stvaralačko razdoblje. Njegov opus (opp. 1-138) obuhvaća 15-ak žanrova: 14 opera, 9 baleta, scensku i filmsku glazbu, 7 simfonija (i još dvije iz dječačkih dana), 11 koncerata, kao i mnogobrojna instrumentalna i vokalna djela.
Sergej se s majkom ispred Prvog svjetskog rata sklonio u toplice Kislovodsk na Kavkazu, gdje je imao romansu s Ninom Meščerskajom (Нина Мещерская) i u to vrijeme napisao je romantični uvod u prvi stavak koncerta. Zbog previše drugih obveza, obustavio je rad na djelu i nastavio ga 1917. godine. Nakon Februarske revolucije, Sergej je veći dio koncerta napisao i orkestrirao na brodu za vrijeme dugog krstarenja Volgom i Kamom.
Poljak Paweł Kochański bio je konzultant Prokofjevu za violinske dionice i trebao je biti solist na premijeri zakazanoj za studeni 1917. godine u Sankt Peterburgu, koja nije ostvarena zbog Oktobarske revolucije, a zbog obveza nije mogao biti solist ni na Pariškoj premijeri. Nekoliko violinista je odbilo ili otkazalo nastup, pa je na premijeri koja je održana 18. listopada 1923. godine u Pariškoj operi solist bio koncert-majstor Marcel Darrieux a dirigent je bio Sergej Kusevicki (Сергей Кусевицкий). Premijera je bila slabo primljena, jer je publika očekivala moderniju glazbu, a drugi razlog bio je još jedan istovremeni događaj, premijerno izvođenje djela Oktet za puhače Igora Stravinskog, kojim je sâm dirigirao.

## O glazbi
Orkestracija: solo violina, pikolo, 2 flaute, 2 oboe, 2 klarineta, 2 fagota, 4 horne, 2 trube, tuba, timpani, udaraljke, harfa, gudači
Tonalitet: D-dur
Umjesto rasporeda brzi-spori-brzi stavak kod klasičnog koncerta, u ovom koncertu raspored je spori-brzi-spori stavak. Kritičari zamjeraju djelu na tom neformalnom uređenju i atipičnoj ulozi solo violine koja, iako dominira u djelu, često je integrirana u orkestar.
1. Andantino
2. Scherzo. Vivacissimo
3. Moderato. Allegro moderato

### 1.Andantino
Prvi stavak je u uobičajenom sonatnom obliku. Počinje ga violina s violama spomenutom romantičnom lirskom temom, koja u partituri ima oznaku sognando (sanjivo), kojima se pridružuju flaute, klarineti i oboe. Druga tema, označena kao narrante (narativno), virtuoznija je i snažnija. U razradi se teme transformiraju skoro do neprepoznatljivosti, a u kratkoj reprizi čuje se samo prva tema, nešto sporija, koju vodi flauta uz pratnju harfe i solo violine.

### 2.Scherzo. Vivacissimo
Drugi stavak je scherzo u formi ronda, što znači razigranog i humorističnog karaktera. Glazba je za solista vrlo zahtjevna, prepuna kontrasta i preokreta u artikulaciji, koje je kritičar Izrailj Nestjev (Израиль Нестьев) opisao kao "glazba u kojoj dominiraju slike sarkazma i zlokobnih sila".

### 3.Moderato. Allegro moderato
Uvodnu temu trećeg stavka počinje fagot a nastavljaju limeni puhači. Violina virtuozno izvodi svoje melodije. U kulminaciji se vraća romantična prva tema, vrlo slična reprizi prvog stavka.
Uobičajeno trajanje koncerta je oko 22 minute.

## Izvođenja
Koncert se nalazi na trajnim zapisima mnogih čuvenih violinista, kao što su na primjer David Ojstrah, Isaac Stern, Itzhak Perlman iz starije te Vadim Gluzman i Hilary Hahn iz mlađe generacije.